# 天紀增七
武仙座39，又名BD+27 2668，HD 150682、SAO 84543、HR 6213，是武仙座的一颗恒星，视星等为5.92，位于銀經46.72，銀緯39.22，其B1900.0坐标为赤經16h 37m 33.2s，赤緯+27° 39.22′ 34″。